# Gorcy
Gorcy település Franciaországban, Meurthe-et-Moselle megyében. Lakosainak száma 2968 fő (2022. január 1.). Gorcy Musson, Cosnes-et-Romain és Ville-Houdlémont községekkel határos.

## Népesség
A település népességének változása:
| Lakosok száma | 2364 | 2473 | 2168 | 2333 | 2580 | 2656 | 2763 | 2877 | 2907 | 2968 |
|               | 1968 | 1982 | 1990 | 2006 | 2013 | 2015 | 2017 | 2019 | 2020 | 2022 |